# Young Eagles
Young Eagles é um seriado estadunidense de 1934, gênero aventura, dirigido por Edward Laurier e Vin Moore, em 12 capítulos, estrelado por Bobby Cox, Jim Vance e Carter Dixon. O seriado foi uma produção independente, da Romance Productions, e foi distribuído por várias empresas em 1934, veiculando nos cinemas estadunidenses a partir de 1 de julho de 1934.
Foi o único seriado produzido pela Romance Productions, que teve apenas mais três produções, curta-metragens.

## Sinopse
Dois jovens escoteiros se perdem nas selvas da América Central. Eles são capturados por nativos, descobrem um tesouro e são resgatados pelo governo dos EUA.

## Elenco
- Bobby Cox  ... Bobby Ford
- Jim Vance  ... Jim Adams
- Carter Dixon  ... Angus MacLean, aviador
- Iron Eyes Cody  ... Guarda do templo [Caps. 2-3] (não-creditado)
- Jules Cowles  ... guarda capanga [Caps. 10-12] (não-creditado)
- Earl Dwire  ... William Thayer [Cap. 3] (não-creditado)
- Ray Erlenborn  ... Boy Scout (não-creditado)
- Bob Ferrey  ... Speedy, guia nativo (Cap.4) (não-creditado)
- Frank Lackteen  ... Gurada do templo (não-creditado)
- Merrill McCormick  ... José Pinardo [Caps. 10-12] (não-creditado)
- Philo McCullough  ... Nicholas Condylos [Caps. 9-12] (não-creditado)

## Capítulos
1. The Crash
2. The Drums of Hate
3. City of the Dead
4. Bridge of Doom
5. Treasure Trails
6. Fangs of Flame
7. Tropic Fury
8. Wings of Terror
9. The Lost Lagoon
10. Jungle Outlaws
11. Trapped
12. Out of the Sky